# Theodor Haecker
Theodor Haecker también escrito Theodor Häcker (Eberbach, Reino de Wurtemberg, 4 de junio de 1879-Ustersbach, 9 de abril de 1945) fue un traductor, filósofo y escritor católico alemán, así como un crítico cultural y una figura destacada de la resistencia alemana al nazismo.
Haecker fue traductor al alemán de Kierkegaard, de Hilaire Belloc y del John Henry Newman. Escribió el ensayo, Kierkegaard and the Philosophy of Inwardness en 1913 en una época en la que Kierkegaard era mayormente desconocido en Alemania. En abril de 1921, después de haber traducido la Gramática del asentimiento de Newman, se convirtió en católico. Desde entonces, publicó principalmente ensayos de críticas culturales de influencia católica en Der Brenner y en Hochland. De la misma actitud surgieron sus libros sobre filosofía cultural, entre los que el más conocido fue Virgilio, padre de Occidente, publicado en 1931.
La resistance de Theodor Haecker se fundamenta en su antropología cultural, fundada sobre esta sentencia de Tertuliano: "El alma es naturalmente cristiana". Al neo-paganismo nazi que comienza a ganar peso en Alemania, Haecker opuso la figura de Virgilio en una obra en la que recuerda que “los griegos y los romanos aceptaron que la salud no proviene de ellos mismos, sino de los judíos”.
Desde la publicación de Der Christ und die Geschichte (El cristiano y la historia), en 1935, comenzó a ser vigilado por el régimen nazi. Sus escritos sobre la “Bestia” le valieron rápidamente la prohibición de publicar y hablar en público. A partir de 1935 no se le permitió hablar en público y desde 1938 se le prohibió publicar libros.Durante este periodo escribió su obra más importante, un diario titulado Diario en la noche. Son documentos del círculo de la resistencia al nacionalsocialismo. Haecker tuvo vínculos con el círculo cercano a los hermanos Scholl, donde leía fragmentos de su Diario en la noche.
Haecker es conocido por su consistente oposición al régimen nazi y por sus conexiones con la Resistencia alemana, como la Rosa Blanca.  Después del desmantelamiendo de la Rosa Blanca, en 1943, la Gestapo acentuó su vigilancia.
A comienzos de 1944, la casa de  Haecker fue destruida totalmente por un bombardeo sobre Múnich. Con su vista maltrecha por su avanzada diabetes, dejó Múnich para vivir sus últimos años en la pequeña ciudad de Ustersbach, cerca de Augsburgo. Su hija lo visitaba pero su hijo, Reinhard, había sido enviado al frente ruso a comienzos de 1945, y poco después se lo reportó ausente. Theodor Haecker murió el 9 de abril de 1945 y fue enterrado en Ustersbach. Hay un busto realizado por Gerold Jäggle en Laupheim, cerca de Ulm, pagado por los habitantes locales.

## El premio Theodor Haecker
La ciudad de Esslingen am Neckar creó el premio Theodor-Haecker en 1995 para distinguir cada dos años el "coraje cívico y la sinceridad política".

## Obras de Häcker en español
- La Joroba De Kierkegaard, Rialp, Madrid, 1948.
- Diario de día, diario de noche (1939-1945), Rialp, Madrid, 1964.
- ¿Qué es el hombre?, Guadarrama, Madrid, 1961.
- El espíritu del hombre y la verdad, CEPA, Buenos Aires, 1941.
- Metafísica del sentimiento, Rialp, Madrid, 1959.
- Virgilio, padre de Occidente, Ghersi Editor, Buenos Aires, 1979.